# Ludwig Günther Martini
Ludwig Günther Martini (* 25. Januar 1647 in Sondershausen; † 27. Juni 1719 in Reddeber) war ein deutscher Jurist, Schriftsteller und Hofbeamter.

## Leben
Er war der Sohn des aus Zwickau stammenden Hof- und Feldtrompeters Johann Wilhelm Martini, der in den Dienst des Grafen Ludwig Günther von Schwarzburg-Sondershausen getreten war. Der Graf war der Taufpate des Jungens und unterstützte dessen Ausbildung an der Stiftsschule in Ebeleben, ab 1664 an der Schule in Arnstadt und danach an der Ratsschule in Zwickau. 1668 ging er an die Universität Leipzig, um Rechtswissenschaften zu studieren. 1671 promovierte er an der Universität Altdorf zum Dr. jur. und hielt dort erste juristische Vorlesungen. 
1672 kehrte Martini nach Arnstadt zurück, hielt kurzzeitig Vorlesungen in Leipzig und ließ sich letztendlich in Schwarzenberg/Erzgeb. als Rechtsanwalt nieder. Den Ruf, Professor der Rechte in Altdorf zu werden, lehnte er ab und wurde 1677 Syndikus der Stadt Annaberg. Dort wurde er stellvertretender und regierender Bürgermeister. Bei der in Annaberg wütenden Pest 1681 leistete er aufopfernde Hilfe, aber auch eine Gehaltserhöhung konnte ihn nicht halten, als ihn Graf Ernst zu Stolberg-Wernigerode die Übernahme des Amtes als Kanzleidirektor anbot. Er trat in stolbergische Dienste und Ilsenburg und Wernigerode wurden bis zu seinem Lebensende seine beiden Wirkungsorte.
Nach dem Ableben des Grafen Ernst 1710 arbeitete er unter dem jungen Graf Christian Ernst zu Stolberg-Wernigerode und hatte persönlich einen ganz großen Anteil am Abschluss des Rezesses mit Brandenburg-Preußen im Jahre 1714.
Martini hatte ein adliges Gut in Reddeber erworben, auf dem er 1719 starb.

## Familie
Am 24. Juni 1670 verlobte er sich mit Susanna Magdalena geb. Martini (* 23. März 1654 in Zwickau; † 8. April 1699 in Wernigerode), die er am 18. November 1672 in der Katharinenkirche in Zwickau heiratete. Beide hatten 14 Kinder, von denen sieben frühzeitig starben. Ihr Sohn Wilhelm Ludwig Martini (* 2. September 1684 in Wernigerode; † 6. März 1763 in Darlingerode) erwarb das Haus Breite Straße 11 in Wernigerode und heiratete am 17. Juli 1709 in Veckenstedt Lucia Elisabeth Bothe (1685–1731). Eine Tochter heiratete den preußischen Oberheroldsrat Christian Maximilian Spener.
Nach dem Tode seiner ersten Frau heiratete er 1699 Sabine Emerenzia Stockhausen und hatte mit ihr weitere sieben Kinder.

## Werk
Neben zahlreichen Schriften aus seiner politischen Tätigkeit, die heute im Landesarchiv Sachsen-Anhalt verwaltet werden, hat Martini umfangreiche Rechtsgutachten und juristische Werke hinterlassen. Ein Staatsminister hatte ihn einmal als das lebendige Corpus juris bezeichnet.